# Molen van Lhomme
De Molen van Lhomme is een watermolen op de Voer in 's-Gravenvoeren in de Voerstreek, Belgisch Limburg. De watermolen ligt aan het straatje met de naam Molen.
Anno 2010 is de eerstvolgende watermolen op de Voer stroomopwaarts gezien de Molen op de Meulenberg en stroomafwaarts de Molen Janssen in 's-Gravenvoeren.
In het begin van de 17e eeuw was deze watermolen een volmolen. Later is de molen omgebouwd tot korenmolen.
Het bovenslagrad is overbouwd en het water wordt aangevoerd met een lange deels zwevende aanloopgoot. Stroomopwaarts wordt de waterstand door middel van een verdeelwerk geregeld. Het verval bedraagt een meter. De inrichting is nog steeds aanwezig en bestaat uit verticaal geplaatste molenstenen. De eigenaar heeft de beschikking over een moderne maalderij, maar gebruikt ook weleens waterkracht.

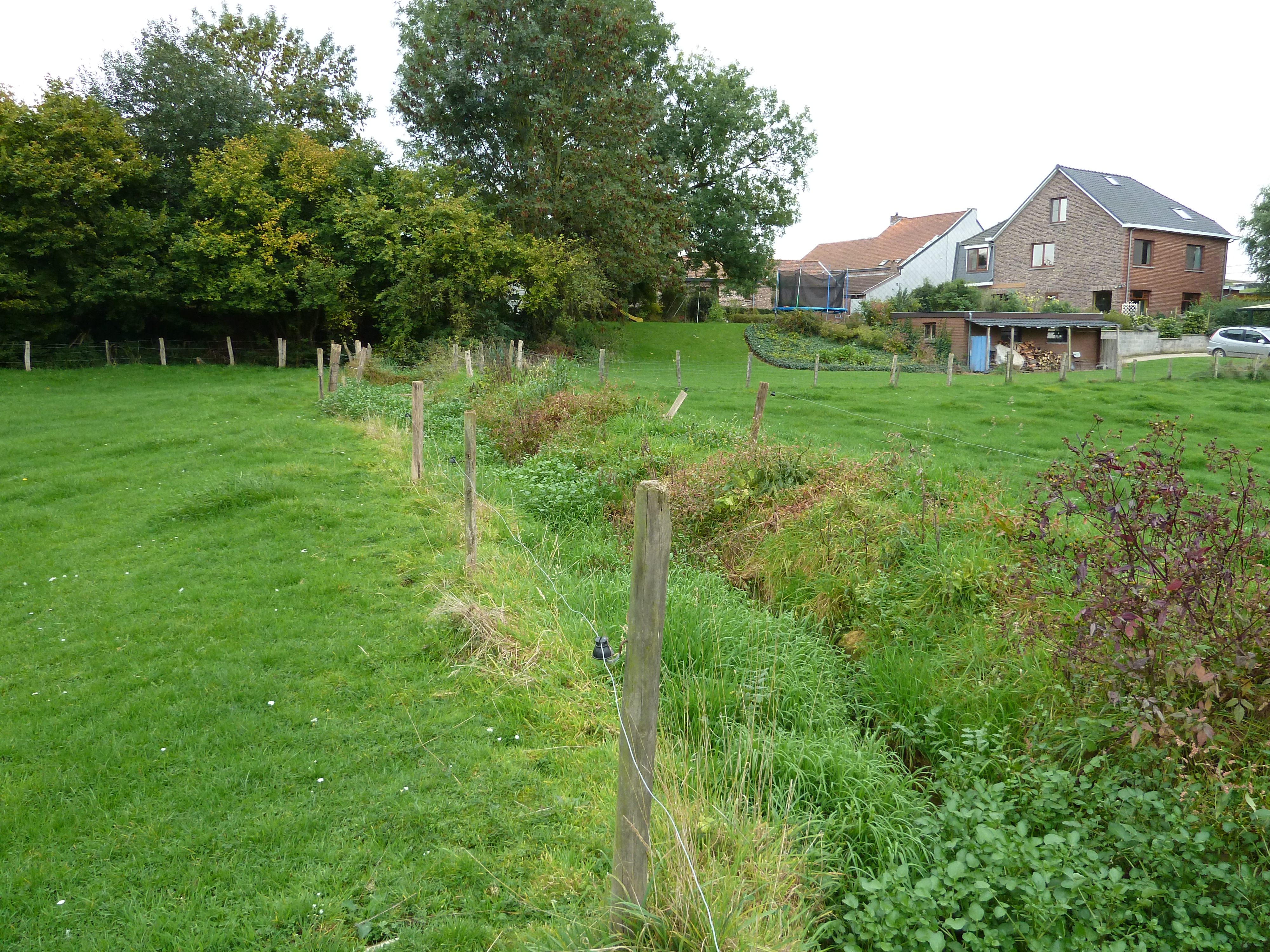
Het water vlak voor de molen, stroomopwaarts gezien
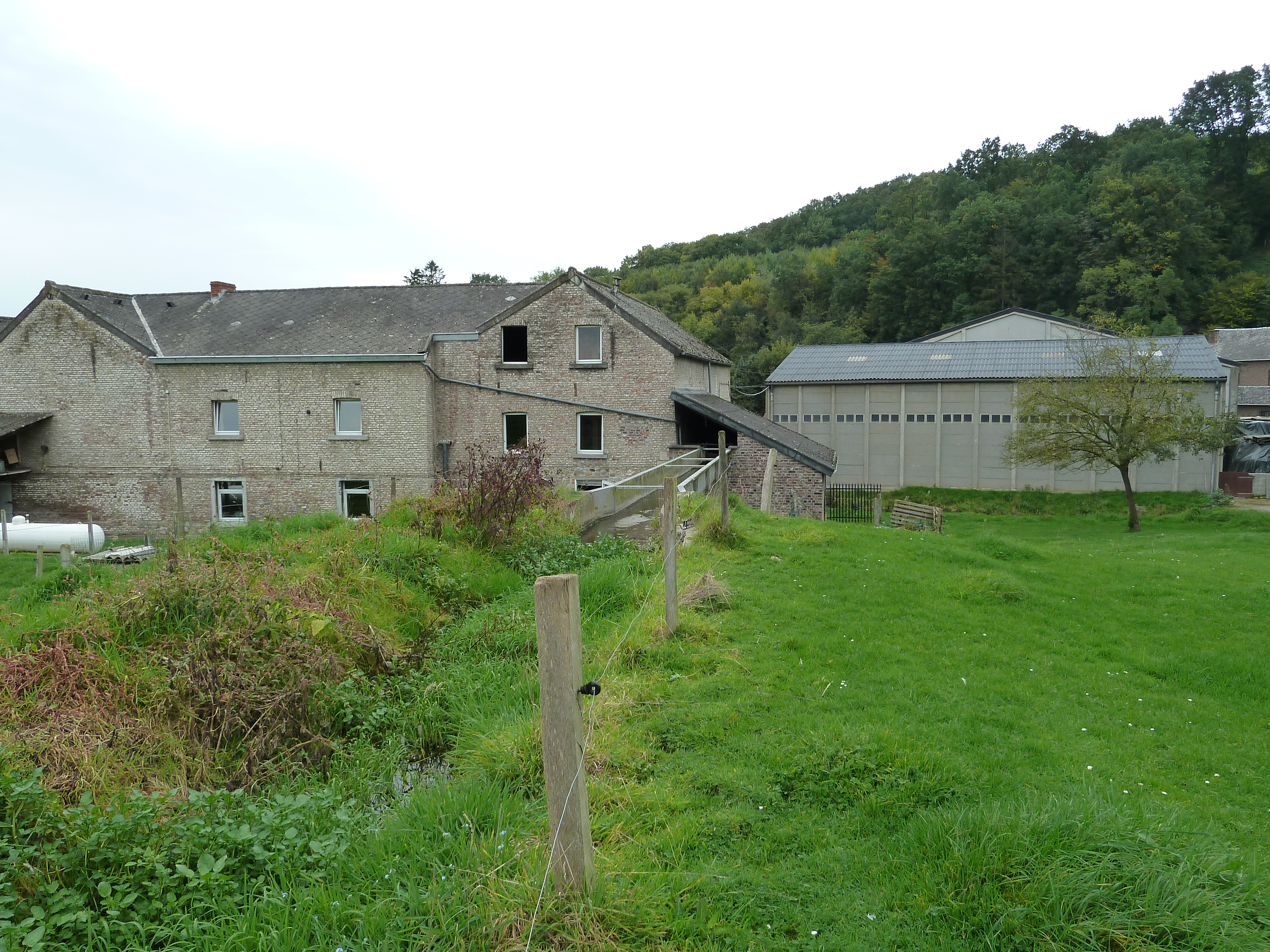
en stroomafwaarts
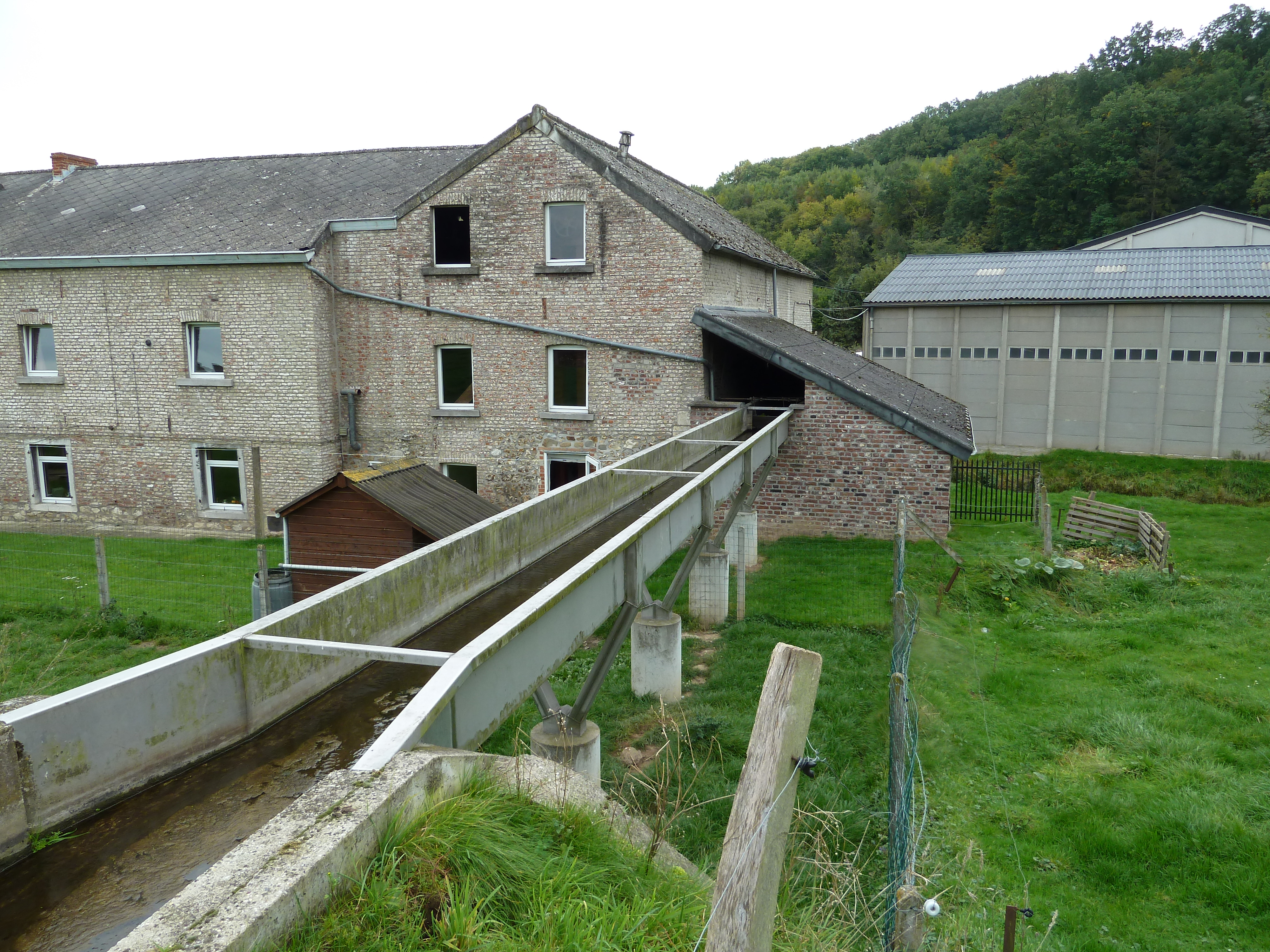
De constructie waarmee het water het molenhuis ingevoerd wordt
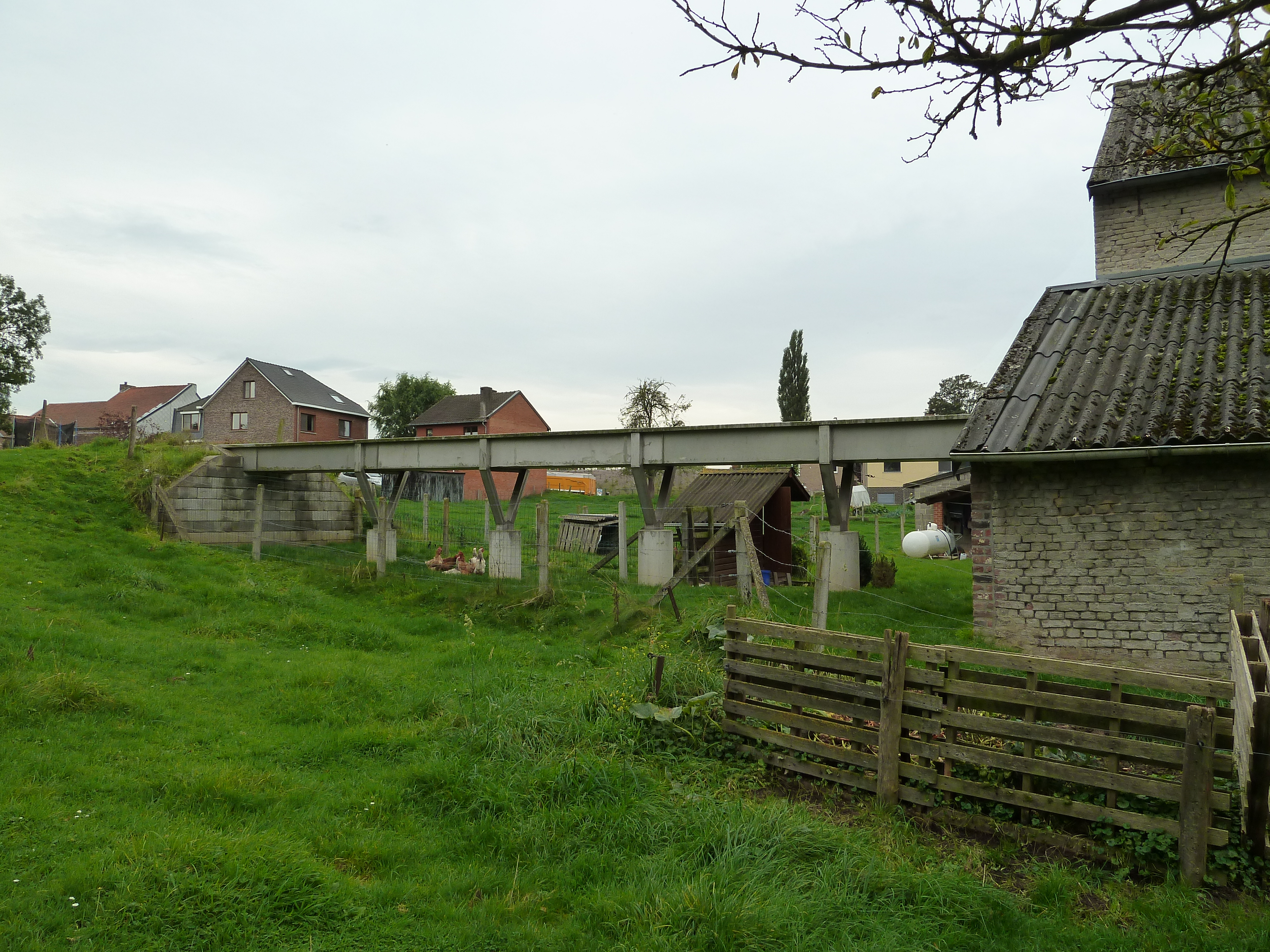
De constructie van opzij
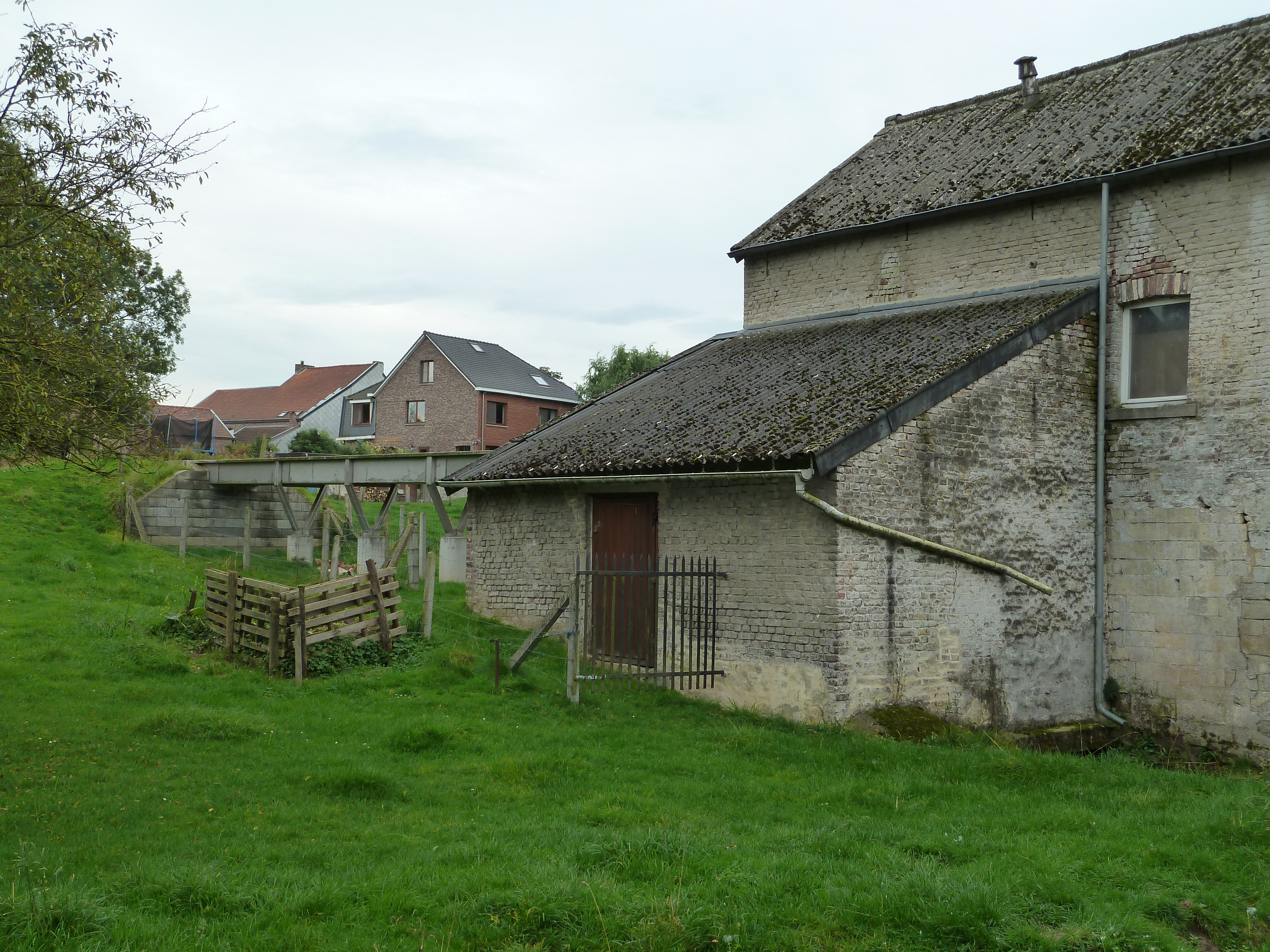
Het molenhuis (de aanbouw)
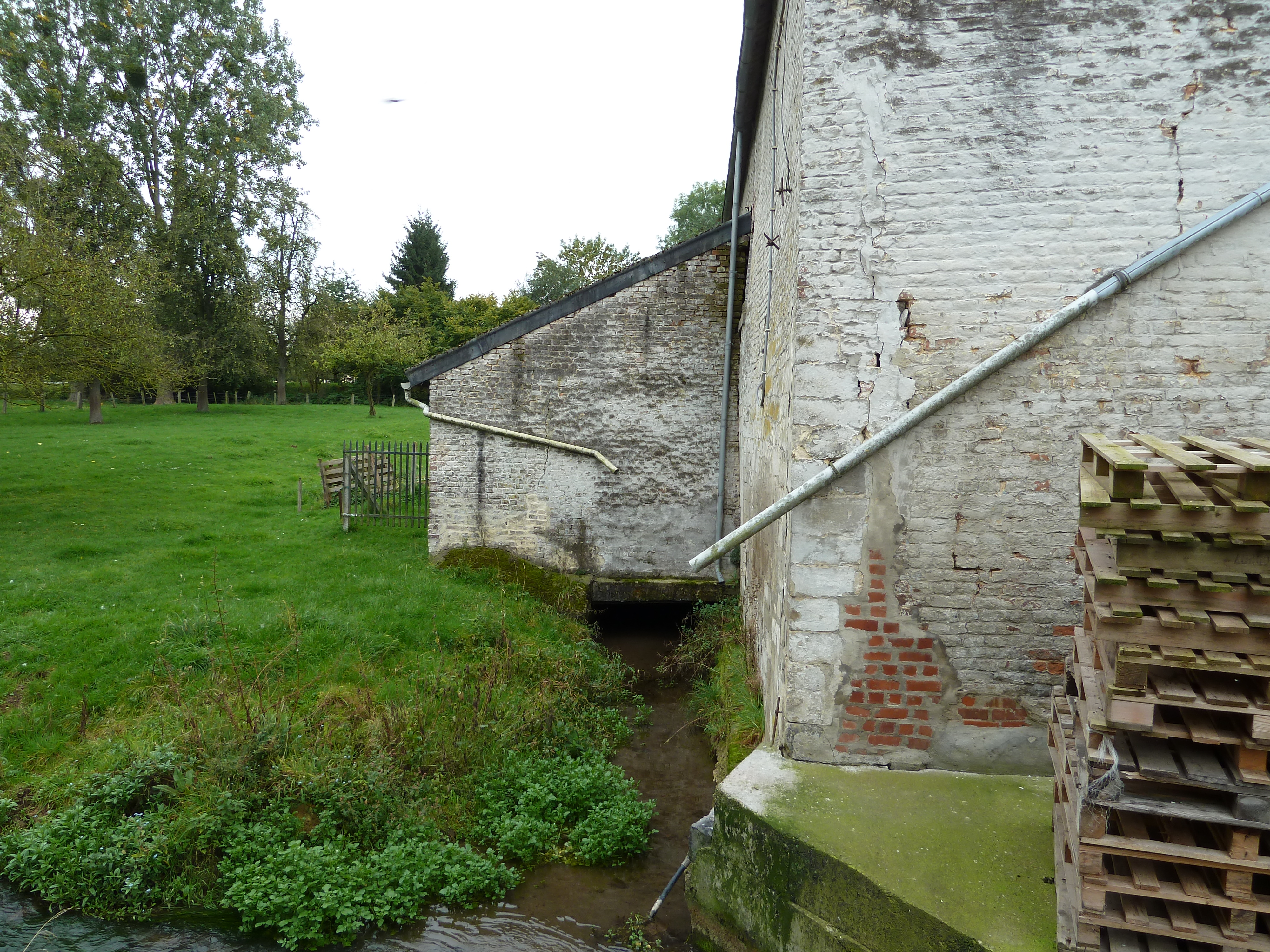
Het gebruikte water komt onder het molenhuis uit
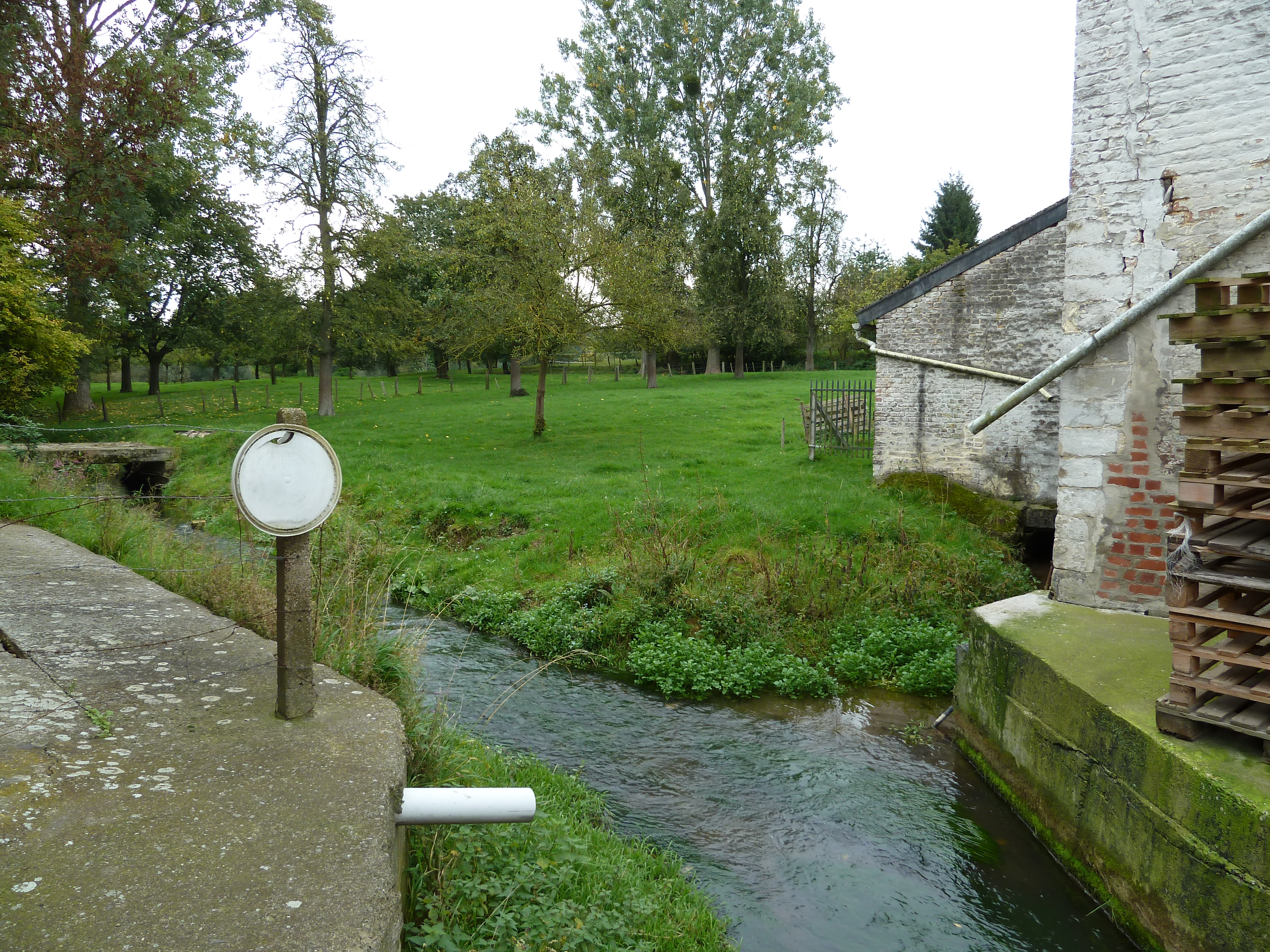
Samenloop van de molentak met de Voer
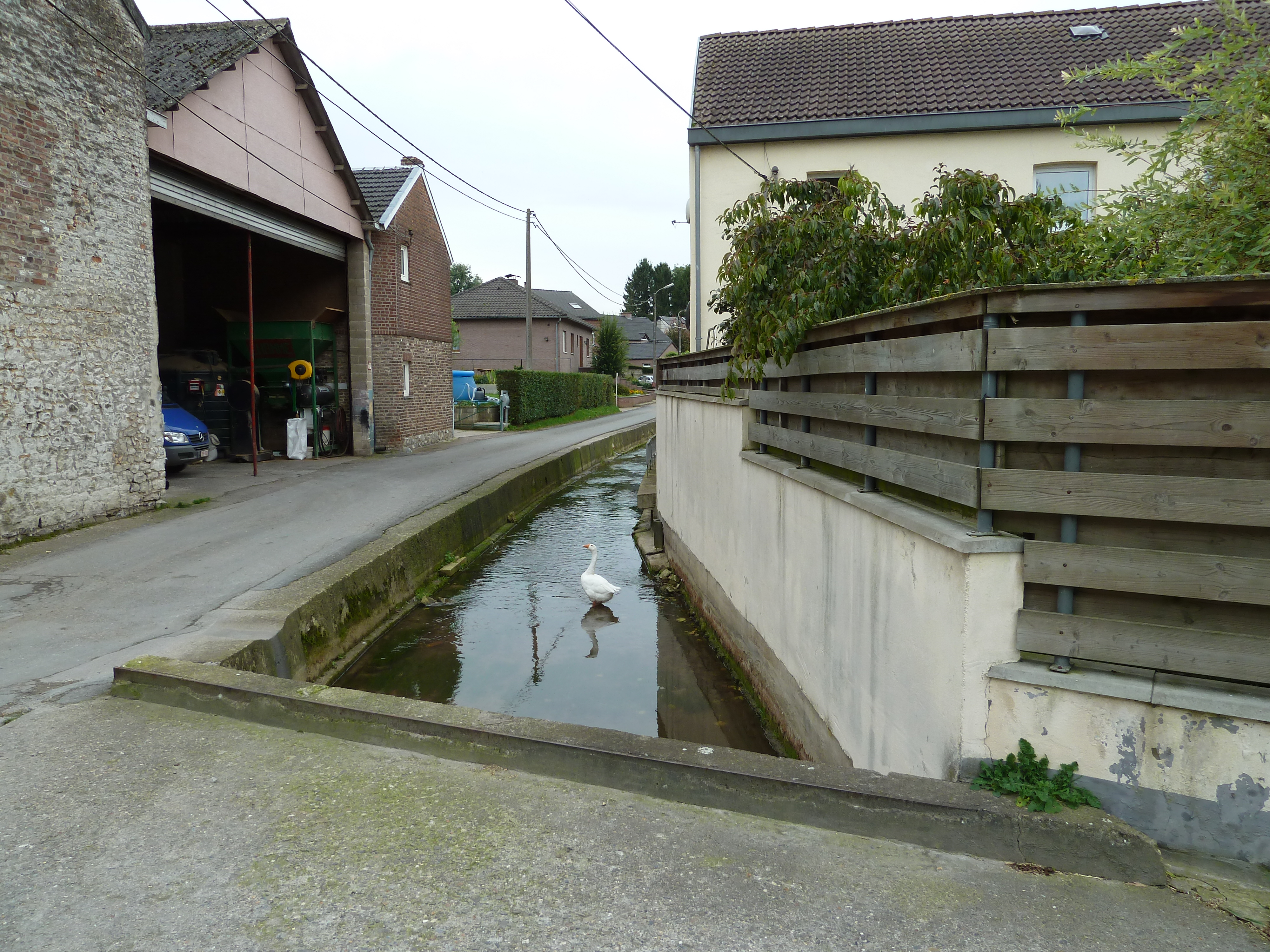
De voer aan de voorzijde van het molencomplex

- Inventaris van het Bouwkundig Erfgoed (Vlaanderen): 37667